# Tote
Jorge López Marco connu sous le nom Tote (né le 23 novembre 1978 à Madrid) est un footballeur espagnol occupant le poste de milieu de terrain.

## Carrière
Tote a été formé dans les catégories inférieures de l'Atlético Madrid et du Real Madrid. Évoluant d'abord avec la filiale du Real Madrid, il fait ses débuts avec l'équipe première en 1999. Après cela, il est prêté à Benfica et au Real Valladolid. Après un transfert difficile au Real Betis et à Málaga, il retourne pour développer son meilleur football à Valladolid.
En 2006, il rejoint Hércules CF où il rencontre beaucoup plus de stabilité, il est une pièce importante dans la composition des équipes et le capitaine de l'équipe.

## Palmarès
- Real Madrid CF
  - Vainqueur du Championnat d'Espagne (2) : 2001, 2003